# 井上瑶子
井上 瑶子（いのうえ ようこ、1955年 - ）は、日本の建築家。アトリエ系建築設計事務所・アトリエ・ノット主宰。
東京生まれ。1978年、武蔵野美術大学造形学部建築学科卒業。村口昌之建築計画事務所を経て、1983年、井上瑶子設計アトリエ設立（2004年から現名称）。武蔵野美術大学、関東学院大学建築学科非常勤講師、文化学園大学造形学部建築・インテリア学科教授を歴任。『両親と祖母の家をつくる（くうねるところにすむところ - 子どもたちに伝えたい家の本）』（インデックス・コミュニケーションズ、2006年）で芦原義信賞受賞。
作品に、ZIG-ZA、ビスケット（住宅）、新橋の長屋Vario、八百とっく、PilePile八足（2002年デザイナーズウィークに出展）、かこいや（住宅）、IWAMATSUHOUSE（ArtstyleMaeket）、NTU（リフォーム）など。